# Гресовщак
Гресовщак (словен. Gresovščak) — поселення в общині Лютомер, Помурський регіон, Словенія. Висота над рівнем моря: 283,8 м.